# Sport na Ukrajině

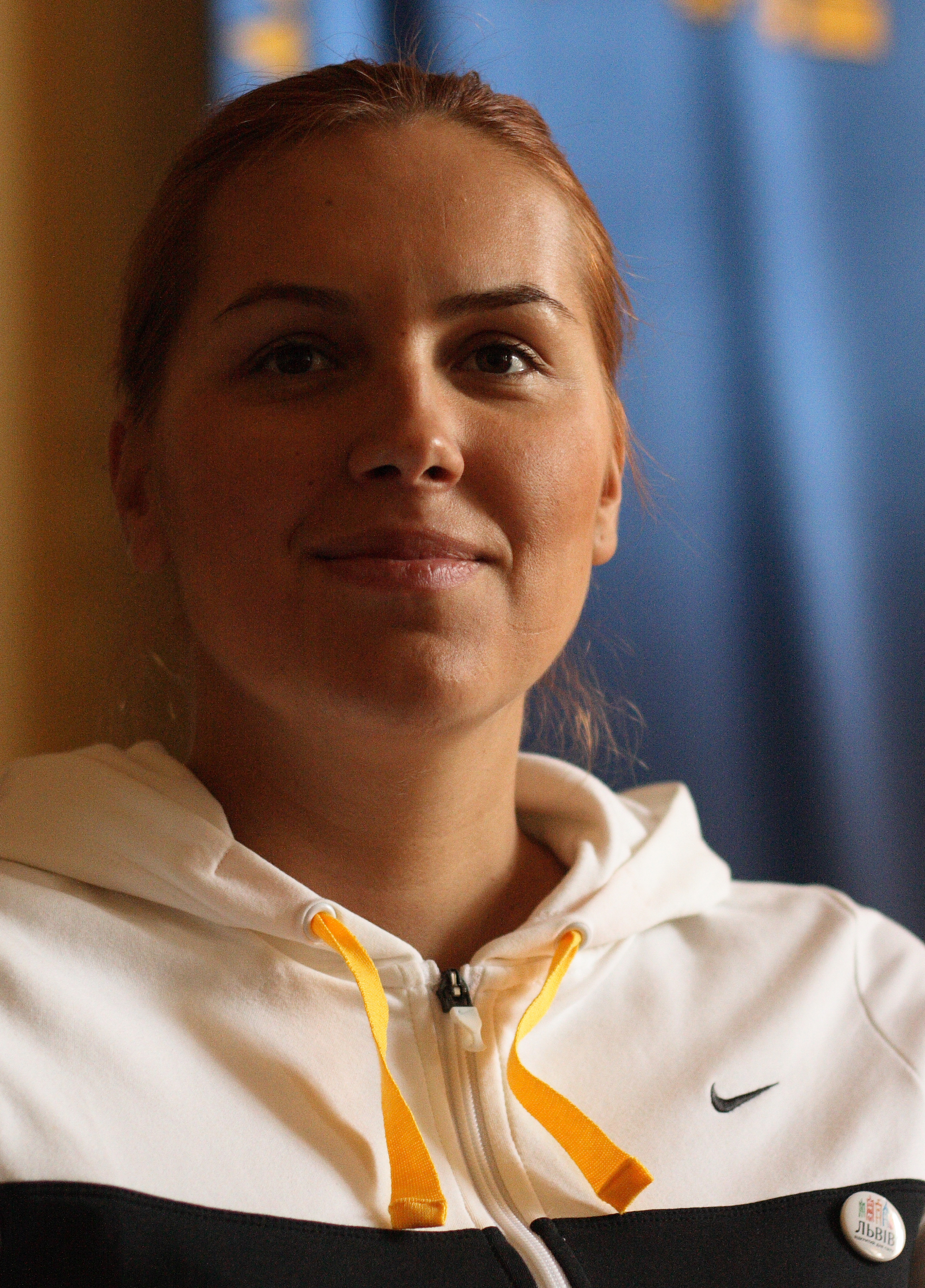
Plavkyně Jana Kločkovová získala rekordní 4 zlaté medaile z olympiády

Sporty jako fotbal a zápas jsou na Ukrajině populární od 19. století. Ukrajina prosperovala z důrazu na tělesnou výchovu v Sovětském svazu a zůstaly v ní stovky stadionů, bazénů, tělocvičen a jiných atletických zařízení. Ukrajinské sporty nebo atletická hnutí byly ovlivněny tělocvičnou organizaci Sokol, která je v Evropě populární od druhé poloviny 19. století.
Sport na Ukrajině řídí především 40 federací různých olympijských sportů, které jsou všechny části Národního olympijského výboru Ukrajiny a ten je členem Mezinárodního olympijského výboru. Masové sportovní hnutí pohání 4 hlavní sportovní společnosti:
- Dynamo
- 2 vládní sportovní výbory ministerstva školství
- armádní síly Ukrajiny.

Všechny neolympijské sporty jsou řízené jejich federacemi Sportovního výboru Ukrajiny.

## Fotbal
Fotbal je na Ukrajině nejpopulárnější sport a řídí ho Fotbalová federace Ukrajiny (FFU). FFU organizuje různé fotbalové soutěže mužů, žen, mládeže, hendikepovaných a řídí fotbalové soutěže profesionálů, studentů a v regionech. Formát soutěží je od lig (na počet kol) po pohárové (eliminace). FFU též organizuje několik pozývacích turnajů (přátelských) a řídí několik národních týmů, které soutěží na různých mezinárodních turnajích.
Ukrajina má dobře rozvinuté profesionální fotbalové soutěže mezi muži už od čas Sovětského svazu. Organizace profesionálního fotbalu je delegována od FFU na Ukrajinskou premier ligu (UPL), Profesionální fotbalovou ligu Ukrajiny (PFL, soutěže v nižších ligách). Nejsilnější a nejvyšší je Premjer-liha, která se nazývala "Vyshcha Liha" (vyšší liga). Druhá v pořadí je Perša liha (První liga). Pak následuje "Druha Liha" (druhá liga), která se dělí na dvě skupiny – Východ (B) a Západ (A), podle jejich polohy. Na konci každé sezóny sestupují dva poslední týmy Premier ligy do První ligy a dva nejlepší týmy První ligy postupují do Premier ligy. Podobně to probíhá i mezi První a Druhou ligou. Za vítězství má klub 3 body, za remízu 1 bod a za prohru žádný. Každý tým hraje s každým dvakrát.
Ukrajina má též amatérské národní fotbalové soutěže, které řídí Ukrajinská fotbalová amatérská asociace.
Kluby ze všech profesionálních lig se účastní Ukrajinského poháru. Vítězi národního mistrovství a Ukrajinského poháru pak soutěží o Ukrajinský Superpohár.
Andrij Ševčenko je nejznámější ukrajinský fotbalista a je považován za národního hrdinu.
Ukrajina spolu s Polskem hostily Mistrovství Evropy ve fotbale 2012.